# Província de Oki

Mapa das províncias japonesas (1868) com a província de Oki em destaque

A Província de Oki (隠岐国, Oki no kuni) foi uma antiga província do Japão, que consistia nas ilhas Oki no Mar do Japão, localizada na costa das províncias de Izumo e Hōki.
As ilhas Oki é um arquipelago formado por 16 ilhas e algumas ilhotas. A capital da província estava localizada onde hoje fica Saigō, mas poucas relíquias da antiga capital foram achadas, além do templo provincial, que permanecem hoje na cidade de Saigo.
Oki era um lugar de exílio, e tanto o Imperador Go-Toba como o Imperador Go-Daigo foram exilados nessa província.
A partir do Período Kamakura, a província de Oki foi governada primeiramente pelo shugo da província de Izumo. No Período Muromachi, foi comandada sucessivamente pelo clã Sasaki, pelo clã Yamana e pelo clã Kyogoku. No Período Sengoku, o clã Amago ficou com a província. Depois de sua queda e da ascensão do Xogunato Tokugawa, o xogunato declarou a província uma posse do shogun e nomeou para o seu governo o clã Matsudaira, parentes do shogun. Nessa época, a produção de arroz da província de Oki era calculada em cinco mil koku por ano.
Hoje o Distrito de Oki, é parte da prefeitura de Shimane.

## Shugo

### Shogunato Kamakura
1. Sasaki Sadatsuna - (1193 - 1205)
2. Sasaki Yoshikiyo - (1221 - 1233)
3. Sasaki Masayoshi - (1233 - 1248)
4. Sasaki Yasukiyo - (1248 - 1278)
5. Takaoka Muneyasu - (1278 - 1279)
6. Takaoka Muneyoshi - (1279 - 1332)
7. Sasaki Kiyotaka - (1332 - 1336)

### Shogunato Ashikaga
1. Enya Takasada - (1336 - 1341)
2. Yamana Tokiuji - (1341 - 1343)